# Yohanna Buba
Pour les articles homonymes, voir Buba.
Yohanna Buba, dit Buba, est un footballeur camerounais né le 12 juin 1982 à Balong. Il évolue au poste de défenseur central.

## Biographie
Buba joue 37 matchs en 1re division portugaise, inscrivant 3 buts dans ce championnat. Il joue également en Turquie, dans le championnat d'Angola et dans son pays natal, le Cameroun.

## Carrière
- 2002-2003 :  Altay SK
- 2003- janv. 2006 :  GD Estoril-Praia
- janv. 2006-2008 :  SC Beira-Mar
- 2008-2009 :  Gondomar SC
- 2010-2012 :  Recreativo Caála
- 2012- :  Sporting Covilhã[1]